# 周溯
周溯（1949年—），男，汉族，安徽望江人，中华人民共和国政治人物，二级大法官，曾任安徽省高级人民法院院长，第十一届全国人民代表大会安徽地区代表。

## 生平
周溯1972年加入中国共产党。1972年至1975年就读于南开大学政治经济学系政治经济学专业。后毕业于安徽省委党校在职研究生班法学专业。2008年起担任全国人大代表。